# Stilon Gorzów Wielkopolski (piłka nożna)
Stilon Gorzów Wielkopolski – polski klub piłkarski z siedzibą w Gorzowie Wielkopolskim. Założony w 1947 roku, a w 1996 roku ZKS Stilon rozwiązał sekcje piłkarską i zaczął funkcjonować jako Gorzowski Klub Piłkarski. Dnia 30 kwietnia 2011 roku z powodu problemów finansowych wycofano z I ligi i rozwiązano Gorzowski Klub Piłkarski. Po sezonie 2010/2011 reaktywowano Klub Sportowy Stilon, który przejął tradycję poprzednich klubów i rozpoczął rozgrywki od IV ligi. W sezonie 2024/25 pierwszy zespół występuje w IV lidze Lubuskiej, natomiast rezerwy w Gorzowskiej Okręgówce.

## Historia

### Zmiany nazw
(1947) Koło Sportowe Jedwabnik Gorzów Wielkopolski
(kwiecień 1949) Koło Sportowe Włókniarz Gorzów Wielkopolski
(grudzień 1951)  Klub Sportowy Unia Gorzów Wielkopolski
(styczeń 1961) Zakładowy Klub Sportowy Stilon Gorzów Wielkopolski
(styczeń 1996) Autonomiczna Sekcja Piłki Nożnej Stilon Gorzów Wielkopolski
(18 kwietnia 1996) Gorzowski Klub Piłkarski Gorzów Wielkopolski
(25 czerwca 2011):  Klub Sportowy Stilon Gorzów Wielkopolski

### Zarys historii
Grupa działaczy powołała Gorzowski Klub Piłkarski, przejmując tradycje Stilonu, jednak kłopoty finansowe klubu znacząco przełożyły się na jego kondycję. Załamanie przyszło w 1997 roku, gdy drużyna spadła do III ligi. Potem na rok wycofano zespół z rozgrywek. Nie przystąpiono do rozgrywek w sezonie 2001/2002. W tamtych czasach sukces GKP to zdobycie Pucharu Polski na szczeblu okręgowym w 2000 roku. W 2001 drużyna nie została zgłoszona do żadnych rozgrywek. Po roku GKP znów grał w lidze okręgowej.
W roku 2003 dotychczasowi działacze postanowili oddać władze w inne ręce. Dochodziło do reform, reorganizacji. Przez cztery lata drużyna awansowała do III ligi. W sezonie 2007/2008 wywalczyła awans do I ligi.
W 2009 roku GKP fuzją przejął KS Galakticę Dzierżów, w celu utworzenia drużyny rezerwowej pierwszego gorzowskiego zespołu GKP. Galaktica został założony w 2004 roku przez obecnego prezesa rezerw Zbigniewa Króla. Przyjęła nazwę GKP II Galaktica Dzierżów, drużyna występowała na boisku w Dzierżowie. W 2010 roku z funkcji wiceprezesa do dymisji podał się Tadeusz Babij, również członek zarządu Adam Pazurkiewicz. W sezonie 2010/11 nie wystartowała drużyna rezerw.
W sezonie 2010/2011 klub występował w I lidze. Dnia 30 kwietnia rozwiązano klub, ostatni mecz GKP został przegrany z KSZO Ostrowiec 1:2, decyzja zapadła już przed meczem. Powodem były kłopoty finansowe. Z klubu wycofał się prezes Sylwester Komisarek wraz z resztą zarządu.
Po sezonie 2010/11 reaktywowany KS Stilon, który przejął licencję piłkarską KS Nowiny Wielkie przystąpił do rozgrywek IV ligi lubuskiej. Prezesem nowego zarządu został Mariusz Stanisławski, oprócz niego w zarządzie pojawili się Leszek Sokołowski, Jacek Ziemecki i Jerzy Krzyżanowski. A trenerem nowej drużyny został Paweł Wójcik, który poprzednio trenował Różę Różanki. Stilon również podpisał umowę o współpracy z MKP Gorzów, w którym grają juniorzy GKP. W dniu 11 sierpnia 2011 Stilon zaczął wspierać Fundację DKMS Polska. Na oficjalnych koszulkach piłkarskich znajdzie się logo Fundacji DKMS Polska. Pierwszy mecz piłkarze gorzowskiego Stilonu wygrali u siebie ze skwierzyńską Pogonią 1:0 a bramkę zdobył Robert Kozioła. W 2011 roku również KS Stilon założył swoją profesjonalną szkółkę piłkarską. Koordynatorem grupy został były piłkarz Artur Andruszczak.

## Sukcesy
- 3. miejsce w II lidze (2x): 1981, 1982
- 9. miejsce w I lidze: 2009/10
- Puchar Polski OZPN Zielona Góra (2x): 1953, 1954
- Puchar Polski OZPN Gorzów Wlkp. (4x): 1977, 1980 (rezerwy), 1989 (rezerwy), 2000 (rezerwy)
- Puchar Polski Lubuski ZPN (4x): 2015, 2016, 2017, 2019
- Puchar Polski:
  - Półfinał: 1992[4][7]

## Stadion
- Nazwa – Stadion OSiR
- Miasto – Gorzów Wielkopolski

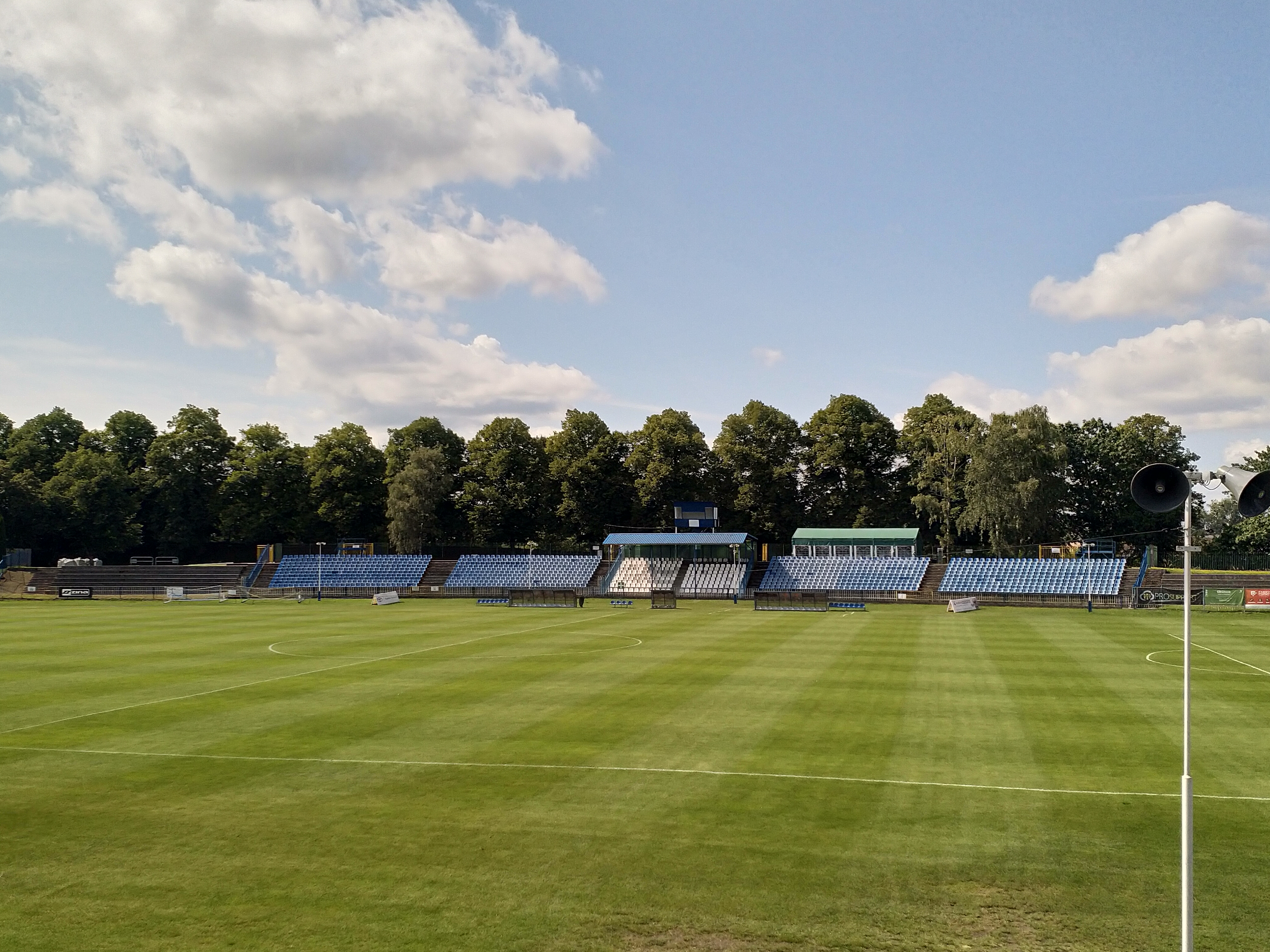
Trybuna główna stadionu

- Pojemność – 5000 (3000 siedzących)
- Inauguracja – 1 maja 1945
- Rozmiar boiska – 110 × 70 m
- Adres – ul. Olimpijska 29, 66-400 Gorzów Wielkopolski

Stilon rozgrywa swoje mecze na stadionie piłkarskim OSiR-u w Gorzowie przy ul. Olimpijskiej 29. Najstarszy i drugi co do wielkości stadion w mieście istniejący od 1929 roku, obecnie piłkarski, ma 5 tys. miejsc, w tym 3 tys. siedzących, do lat 50. – jedyny taki obiekt na terenie miasta. Powstał na terenie dawnego wojskowego poligonu. Budowę rozpoczęto przed 1927 rokiem, wspierał ją Sportverein des Osten, poświęcony został 11 sierpnia 1929 roku. Przed i po wojnie obiekt pełnił funkcję stadionu miejskiego. Stadion został zmodernizowany w 2008 roku. Powstał osobny parking dla kibiców gości, usunięto jeden sektor i tym samym powstał wymagany tunel dla piłkarzy. Trybuna VIP została całkiem zadaszona i oraz zamontowano nowe krzesełka. Ławki na sektorach C-D i F-G zamieniono na krzesełka. Krzesełka są również na sektorach N-T, A oraz Z. Wymieniono stare na nowe boksy. Nowy zegar świetlny i monitoring. Na koronie stadionu został ułożony polbruk. Obiekt zajmują też zespół kobiet – ZTKKF Stilon Gorzów oraz seniorzy Warty Gorzów.

## Poszczególne sezony
| Legenda – rozgrywki ligowe | Legenda – rozgrywki ligowe |
| Kolor                      | Oznaczenie                 |
| -------------------------- | -------------------------- |
|                            | I poziom ligowy            |
|                            | II poziom ligowy           |
|                            | pozostałe rozgrywki ligowe |
|                            |                            |
|                            | Mistrzostwo                |
|                            | Wicemistrzostwo            |
|                            | III miejsce                |
|                            |                            |
|                            | Awans                      |
|                            | Spadek                     |

| Legenda – rozgrywki pucharowe | Legenda – rozgrywki pucharowe |
| ----------------------------- | ----------------------------- |
| Z                             | Zwycięzca                     |
| F                             | Finalista                     |
| 1/2                           | 1/2 finału                    |
| 1/4                           | 1/4 finału                    |
| 1/8                           | 1/8 finału                    |
| 1/16                          | 1/16 finału                   |
| 1/32                          | 1/32 finału                   |
| G                             | Faza grupowa                  |
| 4R                            | 4 runda kwalifikacyjna        |
| 3R                            | 3 runda kwalifikacyjna        |
| 2R                            | 2 runda kwalifikacyjna        |
| 1R                            | 1 runda kwalifikacyjna        |
| W                             | Runda wstępna                 |

| Sezon     | Rozgrywki ligowe         | Rozgrywki ligowe | Puchar Polski |
| Sezon     | Poziom                   | Pozycja          | Puchar Polski |
| --------- | ------------------------ | ---------------- | ------------- |
| 1951      | Klasa C                  | ?                |               |
| 1952      | Klasa A                  | 3                |               |
| 1953      | Klasa A                  | 2                |               |
| 1954      | III liga                 | 10               | 1R            |
| 1955      | Klasa A                  | 2                | 2R            |
| 1956      | Klasa A                  | 2                |               |
| 1957      | III liga                 | 4                |               |
| 1958      | III liga                 | 1                |               |
| 1959      | Liga okręgowa            | 1                |               |
| 1960      | II liga                  | 10               |               |
| 1960/1961 | Liga okręgowa            | 13               |               |
| 1961/1962 | Liga okręgowa            | 4                |               |
| 1962/1963 | Liga okręgowa            | 13               |               |
| 1963/1964 | Klasa A (grupa północna) | 1                |               |
| 1964/1965 | Liga okręgowa            | 2                |               |
| 1965/1966 | Liga okręgowa            | 3                | 1R            |
| 1966/1967 | III liga                 | 16               |               |
| 1967/1968 | Liga okręgowa            | 1                |               |
| 1968/1969 | III liga                 | 14               |               |
| 1969/1970 | Liga okręgowa            | 3                |               |
| 1970/1971 | Liga okręgowa            | 1                |               |
| 1971/1972 | Liga okręgowa            | 10               |               |
| 1972/1973 | Liga okręgowa            | 4                |               |
| 1973/1974 | Liga okręgowa            | 5                |               |
| 1974/1975 | Liga okręgowa            | 3                |               |
| 1975/1976 | Liga okręgowa            | 3                |               |
| 1976/1977 | Klasa A                  | 1                |               |
| 1977/1978 | III liga                 | 1                |               |
| 1978/1979 | II liga                  | 10               |               |
| 1979/1980 | II liga                  | 11               | 1/16          |
| 1980/1981 | II liga                  | 3                | 2R            |
| 1981/1982 | II liga                  | 3                | 1/16          |
| 1982/1983 | II liga                  | 10               | 2R            |
| 1983/1984 | II liga                  | 7                | 3R            |
| 1984/1985 | II liga                  | 14               | 2R            |
| 1985/1986 | III liga                 | 1                | 3R            |
| 1986/1987 | II liga                  | 4                |               |
| 1987/1988 | II liga                  | 6                | 2R            |
| 1988/1989 | II liga                  | 9                | 2R            |
| 1989/1990 | II liga                  | 9                | 4R            |
| 1990/1991 | II liga                  | 5                | 1/16          |
| 1991/1992 | II liga                  | 5                | 1/2           |
| 1992/1993 | II liga                  | 10               | 3R            |
| 1993/1994 | II liga                  | 6                | 1/8           |
| 1994/1995 | II liga                  | 13               | 2R            |
| 1995/1996 | II liga                  | 9                | 3R            |
| 1996/1997 | II liga                  | 17               | 4R            |
| 1997/1998 | III liga                 | 6                | 3R            |
| 1998/1999 | III liga                 | 12               |               |
| 1999/2000 | III liga                 | 11               |               |
| 2000/2001 | III liga                 | 11               | W             |
| 2001/2002 | III liga                 | –                |               |
| 2002/2003 | Liga okręgowa            | 8                |               |
| 2003/2004 | Liga okręgowa            | 1                |               |
| 2004/2005 | IV liga                  | 2                |               |
| 2005/2006 | IV liga                  | 1                |               |
| 2006/2007 | III liga                 | 9                |               |
| 2007/2008 | III liga                 | 1                | 1R            |
| 2008/2009 | I liga                   | 14               |               |
| 2009/2010 | I liga                   | 9                | 1/16          |
| 2010/2011 | I liga                   | 18               | 1/16          |
| 2011/2012 | IV liga                  | 5                | 1R            |
| 2012/2013 | IV liga                  | 1                |               |
| 2013/2014 | III liga                 | 3                |               |
| 2014/2015 | III liga                 | 4                |               |
| 2015/2016 | III liga                 | 9                | 1/32          |
| 2016/2017 | IV liga                  | 1                | W             |
| 2017/2018 | III liga                 | 12               | W             |
| 2018/2019 | III liga                 | 18               |               |
| 2019/2020 | IV liga                  | 2                | 1/16          |
| 2020/2021 | IV liga                  | 4                |               |
| 2021/2022 | IV liga                  | 1                |               |
| 2022/2023 | III liga                 | 12               |               |
| 2023/2024 | III liga                 | 9                |               |
| 2024/2025 | III liga                 | 13               |               |

## Władze klubu[8]
- Prezes zarządu: Krzysztof Olechnowicz
- Wiceprezes zarządu: Mariusz Słomiński
- Członek zarządu: Przemysław Wenerski

## Piłkarze

### Obecny skład
Stan na 3 sierpnia 2024
| Nr | Poz. | Piłkarz            |
| -- | ---- | ------------------ |
| –  | BR   | Szymon Czajor      |
| –  | BR   | Kajetan Ogrodowski |
| –  | BR   | Bartosz Szymaniuk  |
| –  | OB   | Marcin Bieniek     |
| –  | OB   | Danyło Demjanenko  |
| –  | OB   | Patryk Józwa       |
| –  | OB   | Mateusz Kaczor     |
| –  | OB   | Mateusz Mączyński  |
| –  | OB   | Michał Słomiński   |
| –  | OB   | Szymon Szyszka     |
| –  | OB   | Krystian Wenerski  |
| –  | PO   | Maksym Bohdanow    |
| –  | PO   | Piotr Gibert       |
| –  | PO   | Paweł Gongała      |
| –  | PO   | Jakub Kaczor       |

| Nr | Poz. | Piłkarz             |
| -- | ---- | ------------------- |
| –  | PO   | Jakub Kaniewski     |
| –  | PO   | Jan Kaźmierczak     |
| –  | PO   | Łukasz Kopeć        |
| –  | PO   | Alan Krysiński      |
| –  | PO   | Nikodem Latusek     |
| –  | PO   | Adrian Łuszkiewicz  |
| –  | PO   | Nikodem Matuszewski |
| –  | PO   | Sebastian Olszewski |
| –  | PO   | Jewhen Protasow     |
| –  | PO   | Artiom Waśkow       |
| –  | PO   | Filip Wiśniewski    |
| –  | PO   | Kacper Żendełek     |
| –  | NA   | Emil Drozdowicz     |
| –  | NA   | Damian Grudnik      |
| –  | NA   | Oliwer Siwozad      |

### Reprezentanci kraju grający w klubie
Lista piłkarzy Stilonu mających na koncie występy w pierwszych i młodzieżowych reprezentacjach kraju.
- Artur Andruszczak (U-16, U-17)
- Bartosz Filmanowicz (U-16)
- Maciej Górski (U-21)
- Michał Ilków-Gołąb (U-19)
- Damian Jaroń (U-21)
- Paweł Kaczorowski
- Aleksandr Kaniszczew (U-17)
- Dawid Kucharski (U-21)
- Radosław Mikołajczak (U-18, U-19)
- Abdul Moustapha Ouédraogo (U-21, U-23)
- Michał Przybyła (U-21)
- Jakub Szałek (U-20, U-21)
- Ryszard Szpakowski
- David Topolski (U-18, U-20)
- Mouhamadou Traoré (U-23)
- Adam Więckowski (U-21)

## Szkoleniowcy
W Stilonie funkcję trenera sprawowało około 54 trenerów, ponieważ brakuje danych z początku lat 50. Najwięcej razy robił to Kazimierz Lisiewicz – pięciokrotnie. Najdłużej Niebiesko-Białych trenował Eugeniusz Ksol – około czterech lat.

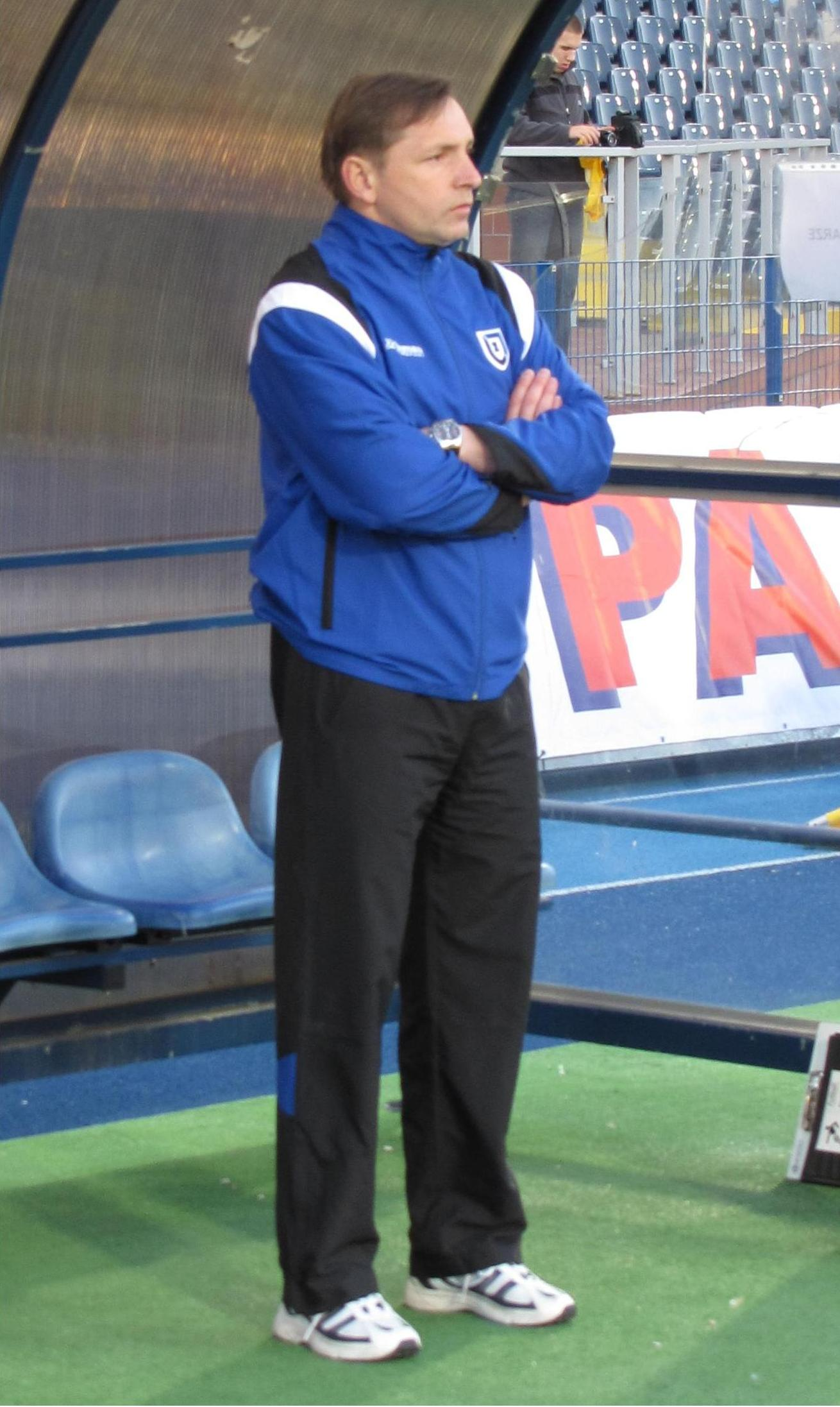
Mariusz Kuras – trener Stilonu w 2007 roku

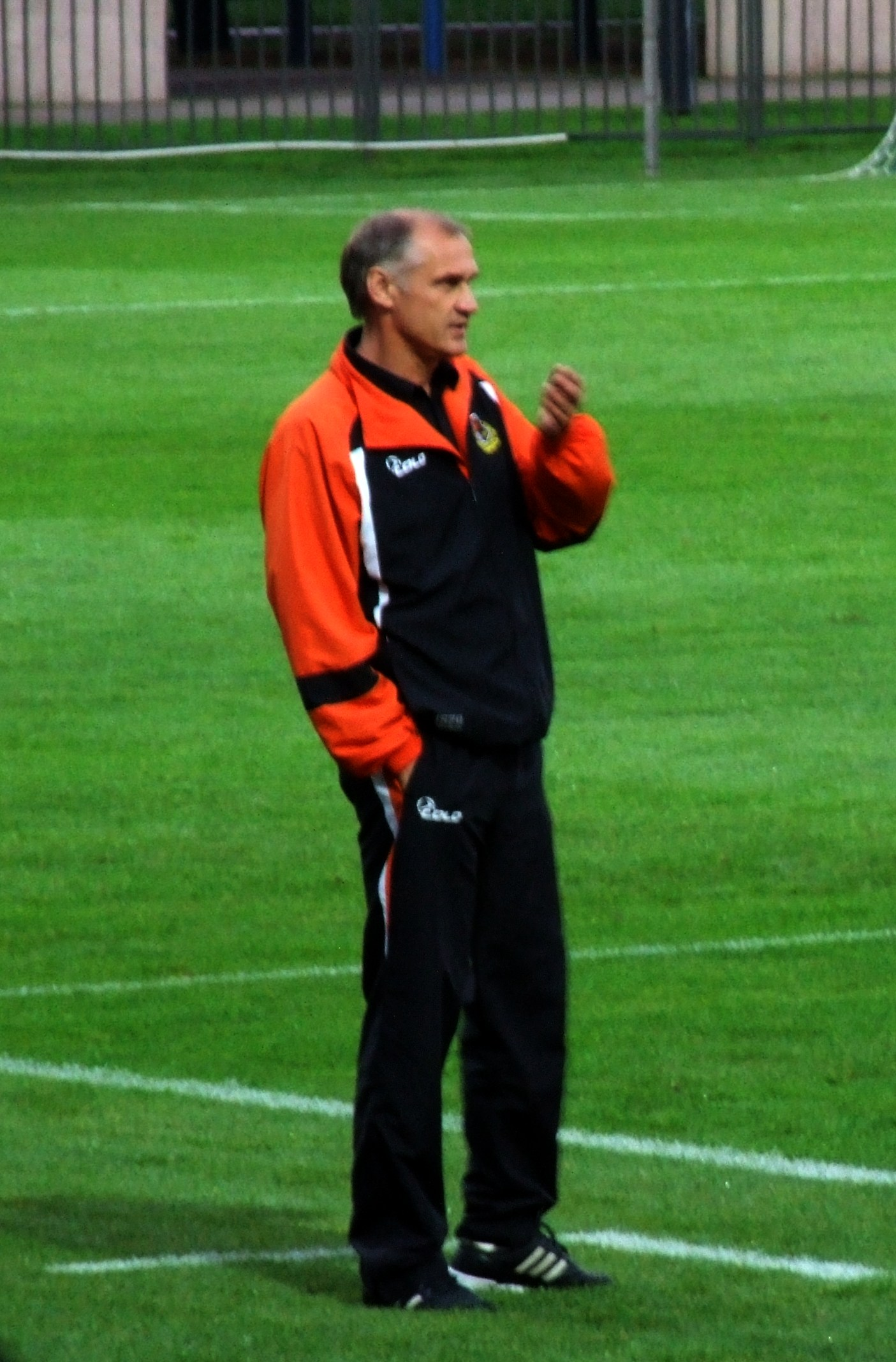
Czesław Jakołcewicz – trener Stilonu w 2008 roku

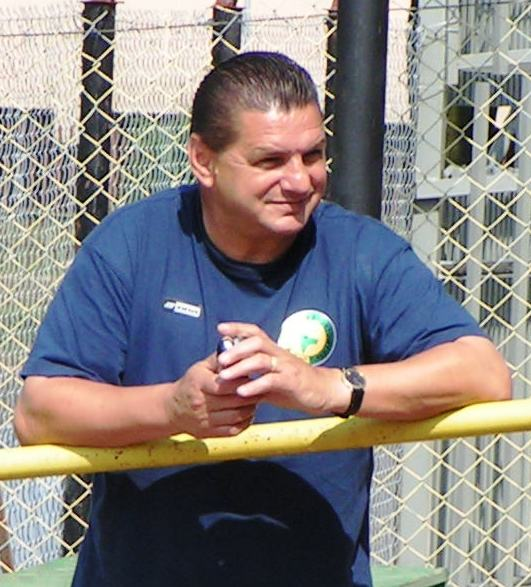
Adam Topolski – trener Stilonu w latach 2009–2010

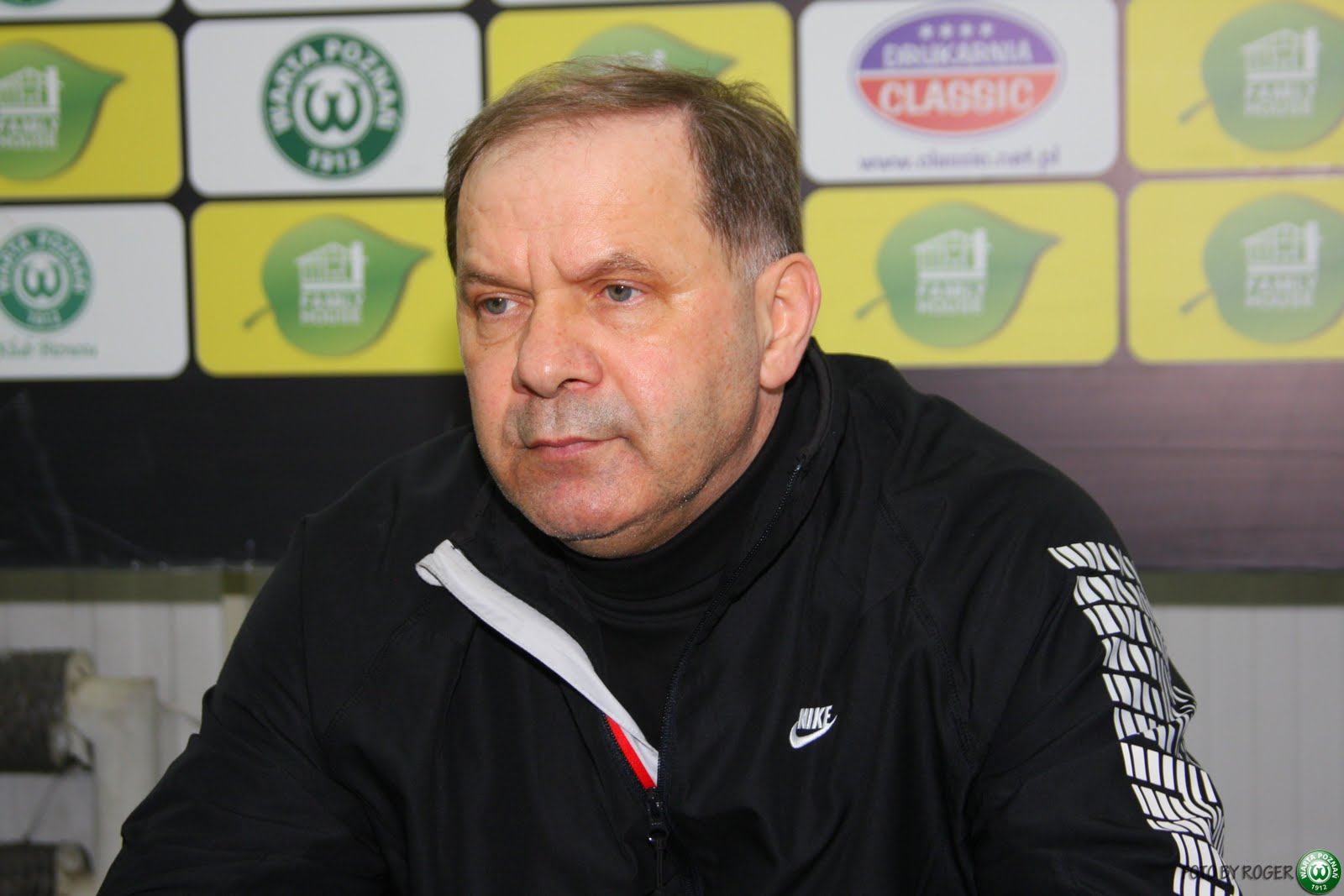
Krzysztof Pawlak – trener Stilonu w latach 2010–2011

| Lp. | Imię i nazwisko         | Okres pracy | Okres pracy |
| --- | ----------------------- | ----------- | ----------- |
| 1.  | Władysław Bała          | 1949        | 1949        |
| 2.  | Leonard Marcinkiewicz   | 1950        | 1951        |
| 3.  | Teodor Petrek           | 1952        | 1952        |
| 4.  | Franciszek Tim          | 1953        | 1953        |
| 5.  | Mieczysław Matyas       | 1954        | 1954        |
| 6.  | Józef Korbas            | 1954        | 1954        |
| 7.  | Władysław Sieja         | 1954        | 1955        |
| 8.  | Leonard Marcinkiewicz   | 1956        | 1957        |
| 9.  | Władysław Piec          | 1957        | 1958        |
| 10. | Władysław Rogocz        | 1958        | 1958        |
| 11. | Stanisław Rogocz        | 1958        | 1958        |
| 12. | Feliks Karolek          | 1959        | 1960        |
| 13. | Zdzisław Wolsza         | 1960        | 1960        |
| 14. | Edward Lasecki          | 1961        | 1961        |
| 15. | Henryk Holewik          | 1961        | 1962        |
| 16. | Tadeusz Stupiński       | 1962        | 1963        |
| 17. | Zdzisław Jusis          | 1963        | 1964        |
| 18. | Zbigniew Bach           | 1964        | 1964        |
| 19. | Tadeusz Stupiński       | 1965        | 1966        |
| 20. | Władysław Piec          | 1966        | 1966        |
| 21. | Leonard Marcinkiewicz   | 1967        | 1967        |
| 22. | Zdzisław Jusis          | 1967        | 1968        |
| 23. | Zbigniew Bach           | 1968        | 1969        |
| 24. | Roman Łoś               | 1970        | 1970        |
| 25. | Kazimierz Lisiewicz     | 1971        | 1971        |
| 26. | Leonard Marcinkiewicz   | 1972        | 1972        |
| 27. | Tadeusz Stupiński       | 1972        | 1972        |
| 28. | Edward Kassian          | 1973        | 1974        |
| 29. | Eugeniusz Ksol          | 1975        | 1979        |
| 30. | Stanisław Adamski       | 1979        | 1979        |
| 31. | Jerzy Słaboszowski      | 1980        | 1980        |
| 32. | Stanisław Adamski       | 1980        | 1981        |
| 33. | Witold Szyguła          | 1982        | 1982        |
| 34. | Jan Kępa                | 1983        | 1983        |
| 35. | Roman Sługocki          | 1983        | 1984        |
| 36. | Andrzej Włodarek        | 1985        | 1985        |
| 37. | Eugeniusz Ksol          | 1985        | 1988        |
| 38. | Kazimierz Lisiewicz     | 1988        | 1988        |
| 39. | Mieczysław Broniszewski | 1988        | 1988        |
| 40. | Tadeusz Wanat           | 1988        | 1988        |
| 41. | Mieczysław Broniszewski | 1988        | 1991        |
| 42. | Kazimierz Lisiewicz     | 1991        | 1991        |
| 43. | Mieczysław Broniszewski | 1991        | 1992        |
| 44. | Kazimierz Lisiewicz     | 1992        | 1993        |
| 45. | Zbigniew Niewiarowski   | 1993        | 1993        |
| 46. | Eugeniusz Różański      | 1993        | 1994        |
| 47. | Janusz Płaczek          | 1994        | 1994        |
| 48. | Marian Geszke           | 1995        | 1995        |
| 49. | Stanisław Adamski       | 1995        | 1995        |
| 50. | Bogusław Baniak         | 1995        | 1995        |

| Lp. | Imię i nazwisko                         | Okres pracy   | Okres pracy   |
| --- | --------------------------------------- | ------------- | ------------- |
| 51. | Eugeniusz Różański                      | 1996          | 1996          |
| 52. | Waldemar Stupiński                      | 1996          | 1996          |
| 53. | Kazimierz Lisiewicz                     | 1996          | 1996          |
| 54. | Jan Jucha                               | 1996          | 1997          |
| 55. | Janusz Pekowski                         | 1997          | 1997          |
| 56. | Zbigniew Stefaniak                      | 1997          | 1998          |
| 57. | Janusz Płaczek                          | 1998          | 1998          |
| 58. | Tadeusz Babij                           | 1998          | 1999          |
| 59. | Krzysztof Woziński                      | 1999          | 1999          |
| 60. | Stanisław Adamski                       | 1999          | 2000          |
| 61. | Zenon Burzawa                           | 2000          | 2001          |
| 62. | Leszek Janowiak                         | 2002          | 2002          |
| 63. | Włodzimierz Stronczyński                | 2003          | 2003          |
| 64. | Zenon Burzawa                           | 2003          | 2005          |
| 65. | Andrzej Rejman                          | 2005          | 2006          |
| 66. | Marek Czerniawski                       | 2006          | 2007          |
| 67. | Mariusz Kuras                           | 2007          | 2007          |
| 68. | Grzegorz Kowalski                       | 2007          | 2008          |
| 69. | Czesław Jakołcewicz                     | 2008          | 2008          |
| 70. | Mieczysław Broniszewski                 | 2009          | 2009          |
| 71. | Adam Topolski                           | 2009          | 2010          |
| 72. | Krzysztof Pawlak                        | 2010          | 2011          |
| 73. | Paweł Wójcik                            | 2011          | 2011          |
| 74. | Tomasz Jeż                              | 2011          | 2014          |
| 75. | Artur Andruszczak                       | 2014          | 2015          |
| 76. | Dariusz Borowy                          | 2015          | 2016          |
| 77. | Adam Gołubowski                         | 2016          | 2018          |
| 78. | Kamil Michniewicz                       | 2018          | 2020          |
| 79. | Krzysztof Kaczmarczyk i Jacek Skrzyński | 2020          | 2021          |
| 80. | Karol Gliwiński                         | 2021          | 2023          |
| 81. | Marcin Węglewski                        | czerwiec 2023 | wrzesień 2023 |
| 82. | Łukasz Maliszewski                      | wrzesień 2023 | marzec 2025   |
| 83. | Mateusz Konefał                         | marzec 2025   | obecnie       |

## Prezesi klubu
| Kadencja                    | Prezes                         |
| --------------------------- | ------------------------------ |
| 1947 – 1949                 | Jan Kokorudz                   |
| 1949 – 1951                 | Aleksander Michalski           |
| 1951 – 1954                 | Zdzisław Lenard                |
| 1954 – 1956                 | Czesław Jankiewicz             |
| 1956 – 1958                 | Tadeusz Suszko                 |
| 1958 – 1961                 | Jerzy Wygnaniec                |
| 1961 – 1962                 | Janusz Petelnicki              |
| 1992 – 1964                 | Tadeusz Suszko                 |
| 1964 – 1966                 | Ryszard Madejczyk              |
| 1966 – 1969                 | Zbigniew Wiśniewski            |
| 1969 – 1971                 | Eugeniusz Czepiel              |
| 1971 – 1973                 | Franciszek Cempel              |
| 1973 – 1975                 | Zbigniew Wiśniewski            |
| 1975 – 1976                 | Karol Rozesłaniec              |
| 1976 – 1982                 | Janusz Kiełbasiewicz           |
| 1982 – 1992                 | Jerzy Pogorzelski              |
| 1992 – 1996                 | Tadeusz Mierzyński             |
| 1996 – 2003                 | Andrzej Goćwiński              |
| 2003 – 2011                 | Sylwester Komisarek            |
| 2011                        | Janusz Szczepanowski (kurator) |
| 2011 - 2017                 | Mariusz Stanisławski           |
| 2017 - 2018                 | Norbert Sawicki                |
| czerwiec 2018 - lipiec 2018 | Piotr Biłko                    |
| Lipiec 2018 -               | Krzysztof Olechnowicz          |

## Kibice
Stilonowcy sympatyzują z kibicami Chrobrego Głogów, Sportingu Charleroi i Nac Bredy. Oficjalne Fan Cluby Stilonu znajdują się w Lubniewicach, Międzyrzeczu, Skwierzynie oraz Barlinku. Kibicowską maskotką jest diabeł tasmański, a dokładniej Tazz – postać z bajki wytwórni Warner Bros. – Zwariowane melodie, który jest ubrany w barwy klubowe. Fani Stilonu również dopingowali, obecnie nieistniejący GTPS Gorzów – byłą sekcję siatkarskiego Stilonu.

### Stowarzyszenie kibiców
Stowarzyszenie Wspierania i Rozwoju Piłki Nożnej „Niebiesko-Biali” – stowarzyszenie kibiców Stilonu Gorzów Wielkopolskiego powstało w 2009 roku. Prezesem Stowarzyszenia Niebiesko-Biali jest Mariusz Stanisławski, a wiceprezesem jest Maciej Wroński. Stowarzyszenie zajmuje się głównie sprawami kibicowskimi i szkoleniem młodzieży. Działacze "niebiesko-białych" reaktywowali KS Stilon i włączyli się do zarządu.